# Emerit
Emerit este un titlu de onoare care se acordă oamenilor de știință, artiștilor, profesorilor, învățătorilor, medicilor și sportivilor care s-au distins prin activitatea lor. În România, titlul a fost instituit la 11 august 1950 printr-un decret și, din nou, prin decretul nr. 190 din 27 iunie 1977 privind distincțiile de stat în Republica Socialistă România.
Exemple:
- om de știință emerit,
- artist emerit, maestru emerit al artei, colectiv artistic emerit,
- profesor universitar emerit, profesor emerit, învățător emerit,
- medic emerit, medic veterinar emerit, zootehnist emerit,
- maestru al sportului emerit, antrenor emerit.

Titlul de „artist al poporului” era echivalent cu „artist emerit”.
Aceste „titluri” aveau ca formă de recunoaștere exterioară niște insigne care se purtau la rever. Ele aduceau, mai ales în deceniile 5 și 6 ale secolului al XX-lea, o serie de avantaje materiale și sociale.

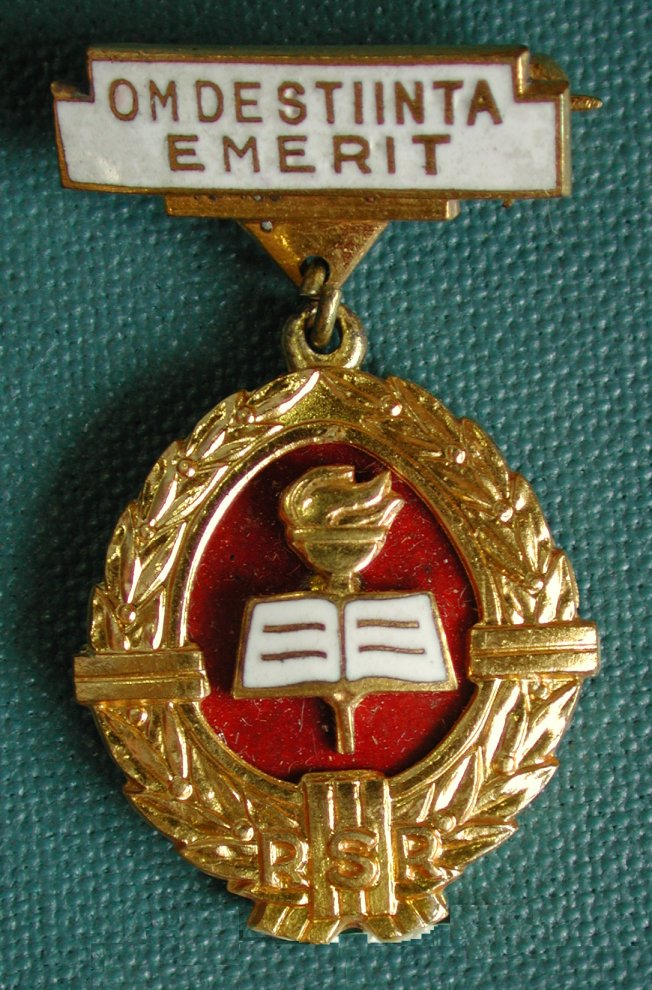
Medalia „Om de Ştiinţă Emerit”
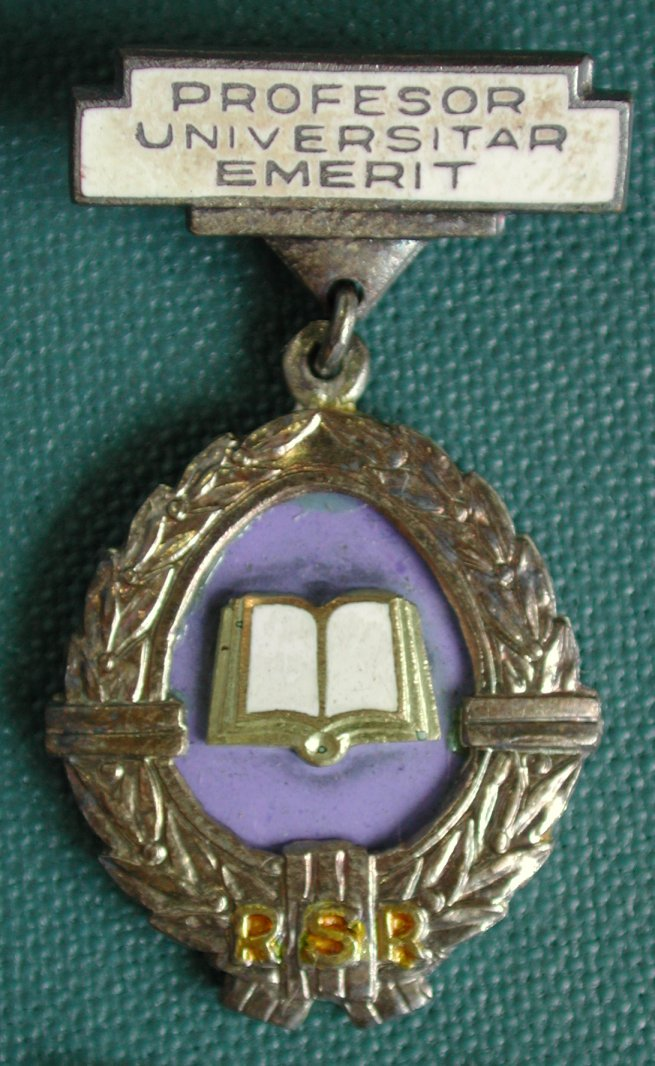
Medalia „Profesor Universitar Emerit”
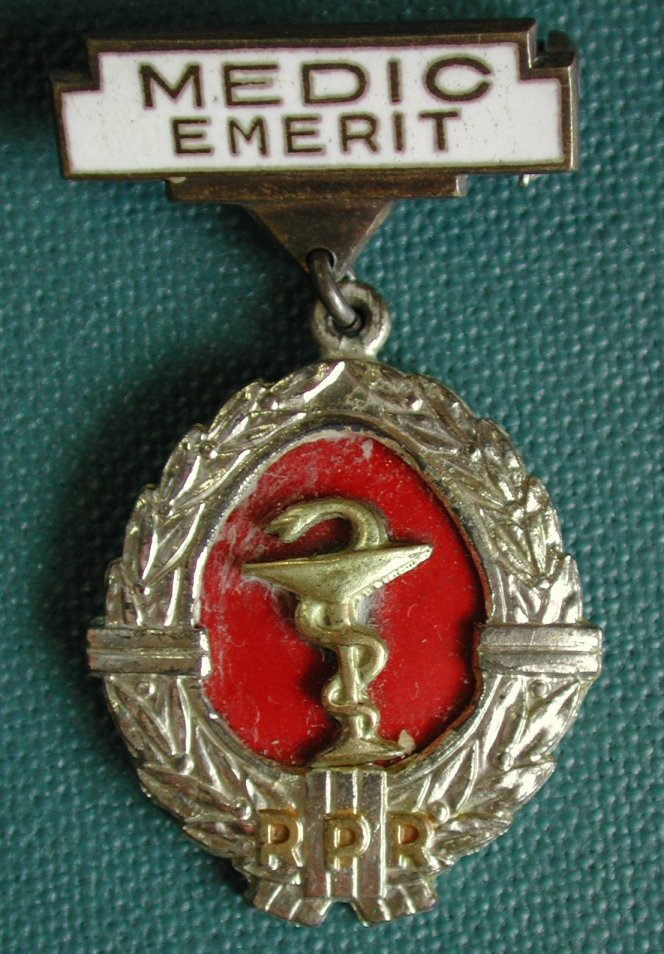
Medalia „Medic Emerit”